# Astragalus ahmad-parsae
Astragalus ahmad-parsae es una especie de planta del género Astragalus, de la familia de las leguminosas, orden Fabales.
Fue descrita científicamente por A. A. Maassoumi.